# AgroGeneration
AgroGeneration est un producteur de matières premières agricoles créé en février 2007 par Charles Beigbeder. 

## Histoire et activité
Son activité est centrée sur l'Ukraine et l'Argentine. Fin 2013, l'entreprise exploite 120 000 hectares en Ukraine à la suite de son rapprochement avec Harmélia et 16 000 hectares en Argentine avec un partenaire local. 
La stratégie du groupe est de mettre en culture des terres en jachère en achetant des terres qu'il met en location.
L'entreprise est cotée en bourse sur le marché Alternext depuis le 1er mars 2010,.
En difficulté financière depuis la crise ukrainienne, AgroGeneration a annoncé le 22 janvier 2015 l'ouverture d'une procédure de sauvegarde accélérée afin de parvenir plus facilement à restructurer sa dette.